# ペディノ藻綱
ペディノ藻綱 (ペディノそうこう) (学名：Pedinophyceae) は、緑藻植物門に属する緑藻の1綱。緑藻植物門の初期分岐群の１つであり、比較的古くから独立した系統群として認識されていた。単細胞鞭毛性であり、細胞側方から後方へ伸びる１本の鞭毛をもつ。海から淡水、土壌に生育し、ヤコウチュウや放散虫に細胞内共生している種もいる。

## 特徴
基本的に単細胞鞭毛性であるが、不動細胞期をもつこともある。細胞は小型 (長さ 2.5-10 µm)、楕円形でやや扁平。
細胞側面 (腹面) から後方へ伸びる1本の鞭毛をもつ。この鞭毛は母細胞から受け継いだ基底小体に由来し、細胞分裂時に新生された基底小体は鞭毛を生じない。２つの基底小体 (鞭毛を生じるものと生じないもの) は反対方向を向き、反時計回りにずれて配列している。鞭毛装置は基本的に回転対称。
細胞は裸、または部分的に薄い外皮構造 (テカ theca) で覆われている。プラシノ藻に一般的な有機質鱗片をもたない。細胞は1個の核をもち、核分裂は閉鎖型 (核膜が維持される)、中間紡錘体は残存性、細胞質分裂時にファイコプラスト (分裂面に平行な微小管群) は生じない。葉緑体は1個、ピレノイドをもつ。カロテノイドとしてルテイン、ネオキサンチン、ビオラキサンチン、アンテラキサンチン、ゼアキサンチン、ルテオキサンチン、β-カロテンなどをもち、またルテイン5,6-エポキシド、リコペン、α-カロテン、γ-カロテンも報告されている。葉緑体中の眼点は細胞背面、ピレノイドに接して存在し、微小管性鞭毛根の１つ (1d root) に接する。
二分裂による無性生殖を行い、有性生殖は未知。

## 生態
マルスピオモナス目は海、ペディノモナス目は淡水または土壌から報告されている。渦鞭毛藻 (ヤコウチュウ)や放散虫の共生藻となる例が知られている。

## 系統と分類
ペディノ藻は、緑藻植物門における初期分岐群の１つである。比較的古くから特異な緑藻として知られ、単純な細胞構造をしているため原始的な緑色植物と考えられることが多かった (ただし現在ではこの単純性は二次的な単純化によるものと考えられている)。プラシノ藻綱またはロクソ藻綱 (Loxophyceae) に分類されることもあったが、比較的早い段階から独立した綱として扱われるようになった。
分子系統解析からは、緑藻植物のほとんどの種を含む系統群であるUTC系統群 (アオサ藻綱、トレボウクシア藻綱、緑藻綱) やクロロデンドロン藻綱に近縁であることが示唆されており、これらを合わせて系統群名として"コア緑藻植物" (core chlorophytes, core Chlorophyta)、分類群名として緑藻植物亜門 (学名：Chlorophytina) とよばれることがある。葉緑体遺伝子の系統解析からは、クロレラ目 (トレボウクシア藻綱) との近縁性が強く支持されるが、その他の分子形質及び形態形質からはこの関係は支持されない。
クロララクニオン藻の１種がペディノ藻であると誤同定されていたことがあり、この株をもとにした系統解析からペディノ藻が緑色植物の中で最初に分かれたグループであるとされていたことがある。
2019年現在、5属20種ほどが知られており、2目3科に分類されている。スコウルフィエルディア目 (Scourfieldia のみを含む) を暫定的にペディノ藻綱に分類することもあるが、2019年現在これを支持する分子情報はない。
| ペディノ藻綱の属までの分類体系の一例 (2019年現在) - ペディノ藻綱 Pedinophyceae Moestrup, 1991 - ペディノモナス目 Pedinomonadales Moestrup, 1991 - ペディノモナス科 Pedinomonadaceae Korshikov, 1938 - Chlorochytridion Vischer, 1945 - Pedinomonas Korshikov, 1923 - マルスピオモナス目 Marsupiomonadales Marin, 2012 - レスルトモナス科 Resultomonas Marin, 2012 - Resultomonas Marin, 2012 - マルスピオモナス科 Marsupiomonadaceae Marin, 2012 - Marsupiomonas H.L.J.Jones, B.S.C.Leadbeater & J.C.Green, 1994 - Protoeuglena R.Subrahmanyan, 1954 |